# Copa del Rey de fútbol 1914
La Copa del Rey de Fútbol de 1914 fue la duodécima edición del torneo, siendo organizada esta por la actual Real Federación Española de Fútbol que resultó de la fusión de los organismos federativos enfrentados surgidos en 1913. La final de la competición fue disputada en Irún y de ella salió vencedor el Athletic Club de Bilbao, que se alzó como ganador de la Copa por quinta vez.

## Equipos clasificados
El cisma surgido en el fútbol español en la temporada anterior había sido resuelto mediante la fusión de ambos entes federativos, decisión tomada el 31 de julio de 1913. A partir de ahí se tomó la decisión de elaborar unas bases claras para el Campeonato de España acordándose el fin de la libre inscripción de los equipos. A partir de ese momento solo podrían disputar la fase final de la Copa del Rey los campeones de los campeonatos regionales. Los participantes fueron por tanto:
|  | Campeonato                      |                                 | Representante         |  |
|  | Campeonato de Cataluña          | Campeonato de Cataluña          | F. C. España          |  |
|  | Campeonato Regional Centro      | Campeonato Regional Centro      | Sociedad Gimnástica   |  |
|  | Campeonato de Galicia de Fútbol | Campeonato de Galicia de Fútbol | R. Vigo Sporting Club |  |
|  | Campeonato del Norte            | Campeonato del Norte            | Athletic Club         |  |

El Sevilla F. C. fue invitado al torneo en calidad de Campeón de Sevilla, ya que hasta la temporada 1915/16 no se crearía la Copa de Andalucía, pero al final no se inscribió en el torneo.

## Fase final
Para está edición se cambió el sistema de competición pasando de eliminatorias a partido único a disputarse a doble partido (cada equipo juega uno de local) computando las victorias de cada uno de los equipos. En caso de empate se procedía a jugarse un partido de desempate. La final se disputaría siempre en campo neutral a partido único con encuentros de desempate en caso de empate a goles al final de la prórroga. Una vez acabadas las distintas fases clasificatorias, se disputaron las semifinales del 29 de marzo al 3 de mayo. La final quedó fijada para el 10 de mayo en la ciudad guipuzcoana de Irún.
|  | Semifinales                  | Semifinales        | Semifinales        |  |  | Final         | Final      |  |
|  | (Ver fechas abajo)           | (Ver fechas abajo) | (Ver fechas abajo) |  |  | 10 de mayo    | 10 de mayo |  |
|  |                              |                    |                    |  |  |               |            |  |
|  | Athletic Club                | 11                 | 3                  |  |  |               |            |  |
|  | Real Vigo Sporting Club      | 0                  | 3                  |  |  |               |            |  |
|  |                              |                    |                    |  |  | Athletic Club | 2          |  |
|  |                              | F. C. España       | 1                  |  |  |               |            |  |
|  | F. C. España                 | 1                  | 1                  |  |  |               |            |  |
|  | Sociedad Gimnástica Española | 0                  | 1                  |  |  |               |            |  |

### Semifinales
Las dos semifinales se jugaron en fechas distintas. La primera entre el Athletic Club y el Vigo Sporting se disputó los días 29 de marzo y 5 de abril. A destacar en esta eliminatoria el resultado abultadísimo que consiguieron los vascos en el partido de ida en San Mamés. La otra semifinal fue disputada varias semanas después, los días 26 de abril y 3 de mayo y dio el pase a la final al F. C. España.
| 1ª Semifinal (Ida); 29 de marzo de 1914 | Athletic Club                                                  | 11 - 0 | Vigo Sporting | San Mamés, Bilbao |  |
|                                         | Ramón Belauste 1T' · Zuazo 1T' · Sin datos 1T' · Sin datos 2T' |        |               |                   |  |

| 1ª Semifinal (Vuelta); 5 de abril de 1914 | Vigo Sporting                                          | 3 - 3 | Athletic Club                         | Campo de Coya, Vigo                                  |                                                      |
|                                           | Ventura Lago 1T' Antonio de Haz 1T' Antonio de Haz 1T' |       | Zuazo 5' Ramón Belauste 1T' Zuazo 1T' | Asistencia: 4000 espectadores Árbitro(s): Raúl López | Asistencia: 4000 espectadores Árbitro(s): Raúl López |

| 2ª Semifinal (Ida); 26 de abril de 1914 | F. C. España         | 1 - 0 | Sociedad Gimnástica Española | Camp del Carrer Entença, Barcelona |                    |
|                                         | Sin datos 87' (pen.) |       |                              | Árbitro(s): Varela                 | Árbitro(s): Varela |

| 2ª Semifinal (Vuelta); 3 de mayo de 1914 | Sociedad Gimnástica Española | 1 - 1 | F. C. España  | Estadio de O'Donnell, Madrid  |                               |
|                                          | Uribarri 1T'                 |       | Sin datos 2T' | Árbitro(s): Eulogio Aranguren | Árbitro(s): Eulogio Aranguren |

### Final
La final se jugó el 10 de mayo de 1914 en el Campo de Costorbe de Irún, donde ejercía su localía el campeón de la copa de la F. E. F. del año anterior, el Racing Club de Irún. A las cuatro y media de la tarde empezó el partido con un tímido dominio del Athletic de Bilbao. El F. C. España intentó sacudirse el dominio rojiblanco y crear algo de peligro pero no tuvo mucho éxito salvo en algunas intervenciones de la defensa bilbaína. Así fueron pasando los minutos, con el Athletic cada vez mejor plantado en el campo y haciendo trabajar al portero catalán. En el minuto 20 de la primera parte Zuazo remató de cabeza un centro de Belauste consiguiendo el primer tanto para su equipo. La ventaja se vería incrementada unos minutos después ya al filo del descanso cuando otra vez Zuazo, en una jugada embarullada en el área del F. C. España, saco un tiro que significó el segundo gol del Athletic. Terminó la primera parte y transcurrió la gran mayoría de la segunda parte, en la que el conjunto catalán erró un penalti, con los dos equipos sin conseguir acercarse a la meta contraria hasta que a falta de solo dos minutos el F. C. España recortó la distancia en el marcador. Pero no quedó apenas tiempo para más y el partido terminó, proclamándose de esta manera el conjunto vizcaíno Campeón de España por quinta vez.
| 1  | POR | Cecilio Ibarreche        |  |
| 2  | DEF | Luis María Solaun        |  |
| 3  | DEF | Luis Hurtado             |  |
| 4  | MED | Esteban Eguía            |  |
| 5  | MED | José María «Belauste»    |  |
| 6  | MED | Luis Iceta               |  |
| 7  | DEL | Germán Echebarría        |  |
| 8  | DEL | Rafael Moreno «Pichichi» |  |
| 9  | DEL | Severino Zuazo           |  |
| 10 | DEL | Alfonso González «Apón»  |  |
| 11 | DEL | Ramón «Belauste» II      |  |

| 1  | POR | Puig       |  |
| 2  | DEF | Prat       |  |
| 3  | DEF | Mariné     |  |
| 4  | MED | Salvo I    |  |
| 5  | MED | Casellas   |  |
| 6  | MED | Salvo II   |  |
| 7  | DEL | Coletas    |  |
| 8  | DEL | Baró       |  |
| 9  | DEL | Bellavista |  |
| 10 | DEL | Passani    |  |
| 11 | DEL | Villena    |  |

| 20' | Severino Zuazo | 1:0 |
| 29' | Severino Zuazo | 2:0 |

| 88' | Villena | 2:1 |

| Árbitro | Rowland |
| Reporte |         |

| 1  | POR | Cecilio Ibarreche        |  |
| 2  | DEF | Luis María Solaun        |  |
| 3  | DEF | Luis Hurtado             |  |
| 4  | MED | Esteban Eguía            |  |
| 5  | MED | José María «Belauste»    |  |
| 6  | MED | Luis Iceta               |  |
| 7  | DEL | Germán Echebarría        |  |
| 8  | DEL | Rafael Moreno «Pichichi» |  |
| 9  | DEL | Severino Zuazo           |  |
| 10 | DEL | Alfonso González «Apón»  |  |
| 11 | DEL | Ramón «Belauste» II      |  |

| 1  | POR | Puig       |  |
| 2  | DEF | Prat       |  |
| 3  | DEF | Mariné     |  |
| 4  | MED | Salvo I    |  |
| 5  | MED | Casellas   |  |
| 6  | MED | Salvo II   |  |
| 7  | DEL | Coletas    |  |
| 8  | DEL | Baró       |  |
| 9  | DEL | Bellavista |  |
| 10 | DEL | Passani    |  |
| 11 | DEL | Villena    |  |

| 20' | Severino Zuazo | 1:0 |
| 29' | Severino Zuazo | 2:0 |

| 88' | Villena | 2:1 |

| Árbitro | Rowland |
| Reporte |         |

|               |
| Campeón       |
| ATHLETIC CLUB |
| 5.º título    |